# Бањаса (Њамц)
Бањаса (рум. Băneasa) насеље је у Румунији у округу Њамц у општини Бозиени. Oпштина се налази на надморској висини од 378 m.

## Становништво
Према подацима из 2002. године у насељу је живело 148 становника, од којих су сви румунске националности.